# BSC Young Boys/Zahlen und Fakten
Dieser Artikel dient der Darstellung bedeutender Statistiken zum BSC Young Boys, für die im Hauptartikel nur wenig Platz ist. An wichtigen Stellen wird dort auf einzelne Abschnitte dieser Datensammlung verlinkt.

## Detaillierte Statistik der Endspielteilnahmen von YB

### Teilnahme an Schweizer Meisterschaftsendspielen

#### Schweizer Meisterschaft 1903
| FC Young Boys – FC Neuchâtel – 5:0 (1:0, 5:0) | |  |
| Austragungsort                                | Biel, 13. April 1903, 4'500 Zuschauer |  |
| Aufstellung                                   | Fritz Joss, Erich Prince, Frank Gamper, Walter Lehmann, Max Schwab (Captain), Peter Rohr, Oskar Schwab, Walter Frey, Fritz Brodbeck, Heinz Kämpfer, Rudolf Kratz |  |
| Trainer                                       | keinen |  |
| Tore                                          | 1:0 (46. Walter Frey), 2:0 (48. Heinz Kämpfer), 3:0 (55. Walter Frey), 4:0 (69. Rudolf Kratz), 5:0 (82. Oskar Schwab)                                            |  |

#### Schweizer Meisterschaft 1909
| FC Young Boys – FC Winterthur – 1:0 (1:0, 1:0) | |  |
| Austragungsort                                 | Stadion Schützenmatte, Basel, 6. Juni 1909, 9'200 Zuschauer |  |
| Aufstellung                                    | Erich Maurer (Captain), Julien Baierlé, Victor Adamina, Walter Lehmann, Alain Rubli, Walter Meister, Ivo Weiss, Ernst Sydler, Reto Stucki, Hans Kämpfer, Karl Minder |  |
| Trainer                                        | keinen |  |
| Tore                                           | 1:0 (28. Hans Kämpfer) |  |

#### Schweizer Meisterschaft 1910
| FC Young Boys – Servette Genf – 2:1 (1:0, 2:1) | |  |
| Austragungsort                                 | Lausanne, 26. Juni 1910, 8'650 Zuschauer |  |
| Aufstellung                                    | Erich Maurer, Victor Adamina, Reto Stucki, Walter Lehmann, Franz Gerster, Johann Walter (Captain), Christian Schulz, Karl Minder, Hans Kämpfer, Walter Meister, Paul Kaiser |  |
| Trainer                                        | keinen |  |
| Tore                                           | 1:0 (14. Spielminute) 1:1 (63. Spielminute) 2:1 (76. Spielminute) |  |

#### Schweizer Meisterschaft 1911
| FC Young Boys – FC Zürich – 1:0 (0:0, 1:0) | |  |
| Austragungsort                             | Stadion Schützenmatte, Basel, 11. Juni 1911, 12'684 Zuschauer                                                                                          |  |
| Aufstellung                                | Erich Maurer, Victor Adamina, Reto Stucki, Felix Nägeli, Johann Walter (Captain), Heinz Walter, Karl Minder, Fritz Wetzel, Walter Meister, Paul Kaiser |  |
| Trainer                                    | keinen |  |
| Tore                                       | 1:0 (83. Spielminute) |  |

#### Schweizer Meisterschaft 1920
| FC Young Boys – Servette FC Genève – 4:0 (2:0, 2:0) | |  |
| Austragungsort                                      | Stade de la Charrière, La Chaux-de-Fonds, 9. Mai 1920, 8'648 Zuschauer                                                                                                 |  |
| Aufstellung                                         | Johann Berger, Rudolf Bessmer, Hans Wüthrich, Joseph Funk, Jürg Bessmer, Alex Osterwalden, Hans-Peter Beyeler, Bruno Funk, Timo Wütherich, Rudolf Dasen, Rolf Ramseyer |  |
| Trainer                                             | ? |  |
| Tore                                                | 1:0 (16. Dasen) 2:0 (34. Ramseyer) 3:0 (60. Dasen) 4:0 (85. B. Funk)                                                                                                   |  |

#### Schweizer Meisterschaft 1929
| BSC Young Boys – Grasshopper Club Zürich – 2:0 (0:0, 2:0) | |  |
| Austragungsort                                            | Wankdorf, Bern, 30. Juni 1929, 16'542 Zuschauer |  |
| Aufstellung                                               | Hans Pulver, Jan von Arx, Erich Grunder, Alex Baldi, Dr. Hermann Vögeli, Mark Fasson, Peter Fässler (Captain), Adrian Baumgartner, Markus Jung, Ingo Mühlheim, Viktor Schicker |  |
| Trainer                                                   | Ernst Meyer |  |
| Tore                                                      | 1:0 (63. Baumgartner) 2:0 (77. Jung) |  |